# Liste der State-, U.S.- und Interstate-Highways in Colorado
Dies ist eine Aufstellung von State Highways, U.S. Highways und Interstates im US-Bundesstaat Colorado, nach Nummern.

## State Highways

### Gegenwärtige Strecken
- Colorado State Highway 1
- Colorado State Highway 2
- Colorado State Highway 3
- Colorado State Highway 5
- Colorado State Highway 7
- Colorado State Highway 8
- Colorado State Highway 9
- Colorado State Highway 10
- Colorado State Highway 11
- Colorado State Highway 12
- Colorado State Highway 13
- Colorado State Highway 14
- Colorado State Highway 15
- Colorado State Highway 16
- Colorado State Highway 17
- Colorado State Highway 21
- Colorado State Highway 22
- Colorado State Highway 23
- Colorado State Highway 26
- Colorado State Highway 30
- Colorado State Highway 35
- Colorado State Highway 36
- Colorado State Highway 38
- Colorado State Highway 39
- Colorado State Highway 40
- Colorado State Highway 41
- Colorado State Highway 42
- Colorado State Highway 44
- Colorado State Highway 45
- Colorado State Highway 46
- Colorado State Highway 47
- Colorado State Highway 52
- Colorado State Highway 53
- Colorado State Highway 55
- Colorado State Highway 56
- Colorado State Highway 57
- Colorado State Highway 58
- Colorado State Highway 59
- Colorado State Highway 60
- Colorado State Highway 61
- Colorado State Highway 62
- Colorado State Highway 63
- Colorado State Highway 64
- Colorado State Highway 65
- Colorado State Highway 66
- Colorado State Highway 67
- Colorado State Highway 69
- Colorado State Highway 71
- Colorado State Highway 72
- Colorado State Highway 74
- Colorado State Highway 75
- Colorado State Highway 78
- Colorado State Highway 79
- Colorado State Highway 82
- Colorado State Highway 83
- Colorado State Highway 86
- Colorado State Highway 88
- Colorado State Highway 89
- Colorado State Highway 90
- Colorado State Highway 91
- Colorado State Highway 92
- Colorado State Highway 93
- Colorado State Highway 94
- Colorado State Highway 95
- Colorado State Highway 96
- Colorado State Highway 97
- Colorado State Highway 100
- Colorado State Highway 101
- Colorado State Highway 103
- Colorado State Highway 105
- Colorado State Highway 109
- Colorado State Highway 110
- Colorado State Highway 112
- Colorado State Highway 113
- Colorado State Highway 114
- Colorado State Highway 115
- Colorado State Highway 116
- Colorado State Highway 119
- Colorado State Highway 120
- Colorado State Highway 121
- Colorado State Highway 125
- Colorado State Highway 127
- Colorado State Highway 128
- Colorado State Highway 131
- Colorado State Highway 133
- Colorado State Highway 134
- Colorado State Highway 135
- Colorado State Highway 136
- Colorado State Highway 139
- Colorado State Highway 140
- Colorado State Highway 141
- Colorado State Highway 142
- Colorado State Highway 144
- Colorado State Highway 145
- Colorado State Highway 149
- Colorado State Highway 150
- Colorado State Highway 151
- Colorado State Highway 157
- Colorado State Highway 159
- Colorado State Highway 165
- Colorado State Highway 167
- Colorado State Highway 170
- Colorado State Highway 172
- Colorado State Highway 177
- Colorado State Highway 183
- Colorado State Highway 184
- Colorado State Highway 187
- Colorado State Highway 194
- Colorado State Highway 196
- Colorado State Highway 202
- Colorado State Highway 207
- Colorado State Highway 209
- Colorado State Highway 224
- Colorado State Highway 227
- Colorado State Highway 231
- Colorado State Highway 233
- Colorado State Highway 239
- Colorado State Highway 256
- Colorado State Highway 257
- Colorado State Highway 263
- Colorado State Highway 265
- Colorado State Highway 266
- Colorado State Highway 291
- Colorado State Highway 300
- Colorado State Highway 317
- Colorado State Highway 318
- Colorado State Highway 325
- Colorado State Highway 330
- Colorado State Highway 340
- Colorado State Highway 347
- Colorado State Highway 348
- Colorado State Highway 368
- Colorado State Highway 370
- Colorado State Highway 371
- Colorado State Highway 389
- Colorado State Highway 391
- Colorado State Highway 392
- Colorado State Highway 394
- Colorado State Highway 402
- Colorado State Highway 470

### Außer Dienst gestellte Strecken
- Colorado State Highway 29
- Colorado State Highway 129

## U.S. Highways

### Gegenwärtige Strecken
- U.S. Highway 6
- U.S. Highway 24
- U.S. Highway 34
- U.S. Highway 36
- U.S. Highway 40
- U.S. Highway 50
- U.S. Highway 84
- U.S. Highway 85
- U.S. Highway 87
- U.S. Highway 138
- U.S. Highway 160
- U.S. Highway 285
- U.S. Highway 287
- U.S. Highway 350
- U.S. Highway 385
- U.S. Highway 400
- U.S. Highway 491
- U.S. Highway 550

### Außer Dienst gestellte Strecken
- U.S. Highway 38
- U.S. Highway 40N
- U.S. Highway 40S
- U.S. Highway 164
- U.S. Highway 450
- U.S. Highway 650
- U.S. Highway 666

## Interstate Highways
- Interstate 25
- Interstate 70
- Interstate 76
- Interstate 225
- Interstate 270